# Heinz Schuster (Genetiker)
Heinz Schuster (* 14. Oktober 1927 in Eltville; † 8. August 1997) war ein deutscher Chemiker und Gründungsdirektor des Max-Planck-Instituts für molekulare Genetik in Berlin.

## Leben
Heinz Schuster wuchs als Sohn eines Direktors einer Weinbauschule in Eltville auf. Mit siebzehn Jahren wurde Schuster von der Wehrmacht zum Kriegsdienst als Fallschirmjäger an der Ostfront eingezogen und geriet in amerikanische Kriegsgefangenschaft.
Schuster studierte Chemie in Mainz und wurde dort 1954 promoviert. Das Thema seiner Dissertation lautet Die enzymatische Synthese C14-markierter Adenosintriphosphorsäure. Ab 1955 arbeitete Schuster in der Gruppe um Gerhard Schramm am Max-Planck-Institut für Virusforschung in Tübingen.
Während der prägenden Jahre 1963 bis 1965 arbeitete der Forscher mit Robert Sinsheimer und Jean Weigle am Caltech in Pasadena zusammen, wo er sich erstmals intensiv mit der DNA-Replikation beschäftigte. Hier lernte er auch den späteren Nobelpreisträger Max Delbrück kennen, mit dem ihn eine lebenslange Freundschaft verband.

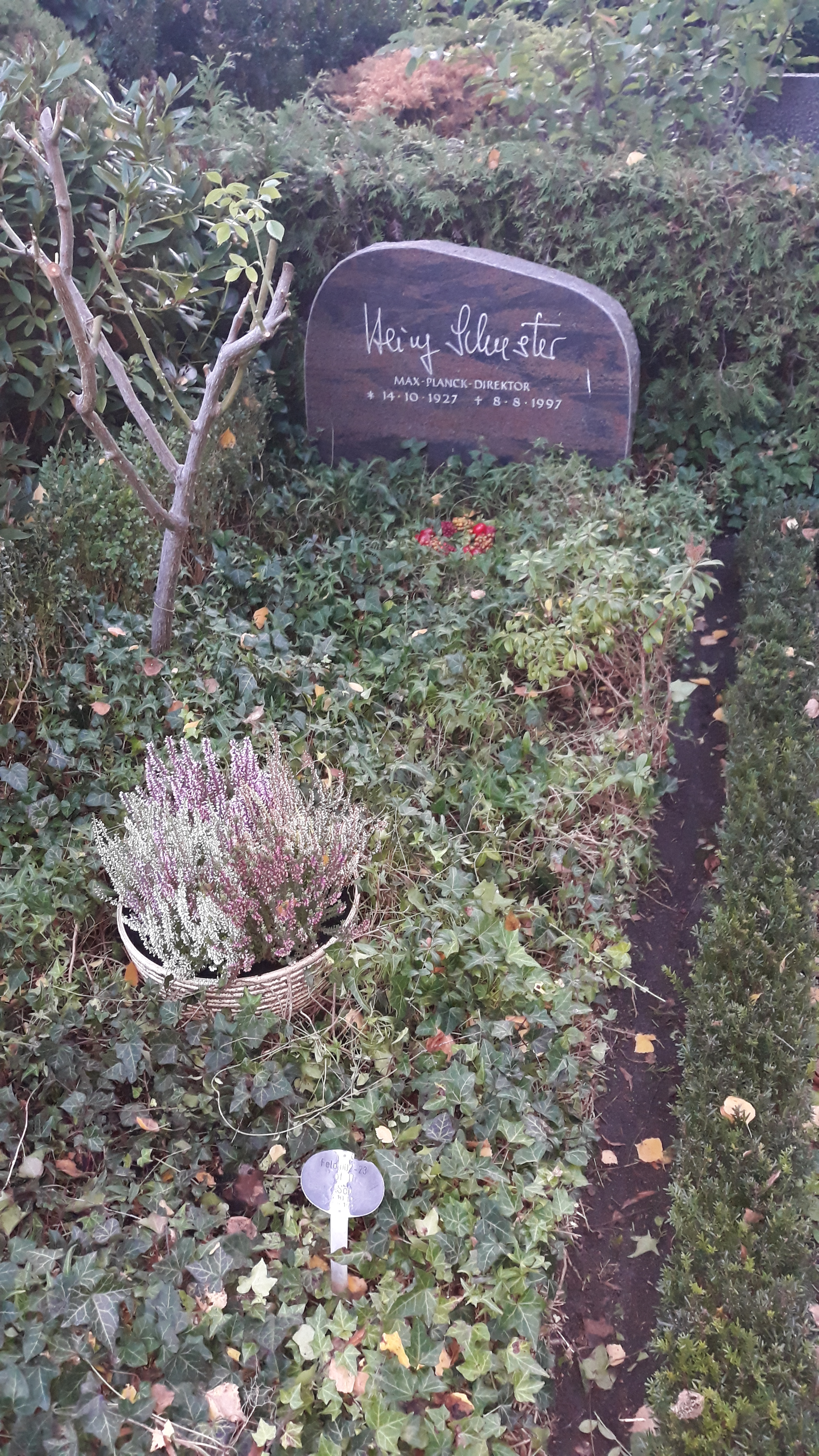
Grab von Heinz Schuster in Berlin-Dahlem

Aus Kalifornien wurde er 1964 zum Direktor des Max-Planck-Instituts für molekulare Genetik berufen, wo er weiter an den molekularen Mechanismen von DNA-Replikation und Genregulation forschte. Zusammen mit Schuster wurden Heinz-Günter Wittmann und im darauffolgenden Jahr Thomas Trautner als weitere Direktoren des Instituts berufen.
Schuster hielt die Förderung des wissenschaftlichen Nachwuchses für eine wichtige Aufgabe und halbierte seine zur Verfügung stehenden Räumlichkeiten und finanziellen Mittel, um diese mit eigenständig forschenden Nachwuchsgruppen zu teilen. Seine eigene Abteilung am Institut hielt Schuster auch deshalb bewusst klein, damit er bis zu seiner Emeritierung praktisch im Labor arbeiten konnte.
Schuster unterhielt intensive Kontakte mit Forschenden in Ost-Berlin und den wissenschaftlichen Instituten in Berlin-Buch, darunter Erhard Geißler.
1995 beendet der Forscher seine aktive Dienstzeit. 1997 verstarb Heinz Schuster an einer Tumorerkrankung.

## Werk
Zusammen mit Gerhard Schramm ging Schuster in Tübingen der Frage nach, ob die Erbinformation auf Nukleinsäuren oder Eiweißen gespeichert sei. Durch Mutageneseversuche an Tabakmosaikviren wiesen die Forscher nach, dass dafür die DNA verantwortlich sein musste. Schuster und Schramm beschrieben erstmals Mutationen als definierte chemische Veränderungen der Nukleobasen. Zusammen mit Wolfram Zillig entwickelten die beiden Forscher zudem ein Phenol-basiertes Verfahren zur Extraktion von Nukleinsäuren, das später breit angewendet wurde.
Am Max-Planck-Institut für molekulare Genetik beschäftigte sich Schuster mit den molekularen Funktionen von Mikroben-Genomen. Hier erforschte er die DNA-Replikation in Bakterien, vor allem von Plasmiden und Bakteriophagen, sowie die Regulation der Gene.
Er untersuchte außerdem die Genregulation beispielsweise am Bakteriophagen P1 – einem Virus, das Escherichia-coli-Zellen befällt und in dessen Erbgut überdauern kann. Seine Forschungsgruppe charakterisierte einige der Proteine des Virus.
Zusammen mit seinem Mitarbeiter Martin Citron entdeckte Schuster zu Beginn der Neunzigerjahre ein damals neuartiges Prinzip der Genregulation, eine Antisense-RNA. Dieses Molekül namens c4 fungierte in den Phagen P1 und P7 als Repressor und verteidigte sich damit gegen die Abwehrmechanismen der Wirtszelle.